# Nothobranchius orthonotus
 Nothobranchius orthonotus és una espècie de peix de la família dels aploquèilids i de l'ordre dels ciprinodontiformes.

## Morfologia
Els mascles poden assolir els 10 cm de longitud total.

## Distribució geogràfica
Es troba a Àfrica: Malawi, Moçambic, Zimbàbue i Sud-àfrica.